# Liste der Kulturdenkmale im Stadtbezirk Schunteraue
Die Liste der Kulturdenkmale im Stadtbezirk Schunteraue umfasst die Kulturdenkmale im Braunschweiger Stadtbezirk Schunteraue, basierend auf dem Braunschweiger Leit- und Informationssystem BLIK, Veröffentlichungen der Denkmalschutzbehörde Braunschweig, der Denkmaltopographie Bundesrepublik Deutschland und dem Denkmalatlas Niedersachsen.

## Kulturdenkmale
| Bild                                        | Bezeichnung                                                  | Lage                     | Beschreibung | Bauzeit   | Eingetragen seit | Denkmal- nummer                        |
| ------------------------------------------- | ------------------------------------------------------------ | ------------------------ | --- | --------- | ---------------- | -------------------------------------- |
| weitere Bilder                              | Bunker Kralenriede                                           | Kralenriede 19 Karte     | Seit 1966 unter Denkmalschutz stehender Luftschutzbunker aus den 1940er Jahren, der sich wegen geringer Nachkriegsnutzung noch fast im Originalzustand erhalten hat. Heutige Nutzung durch Mobilfunkanbieter und einen Theaterkreis. | 1941–1942 | 1966             | 36871021                               |
| weitere Bilder                              | Dankeskirche                                                 | Tostmannplatz 7 Karte    | Moderne Kirche, errichtet in den Jahren 1952 bis 1954. Entwurf und Bau durch den Architekten Friedrich Bernd. | 1952–1954 |                  |                                        |
| weitere Bilder                              | Steinriedendamm 15                                           | Steinriedendamm 15 Karte | Ehemaliges Verwaltungsgebäude der Niedersächsischen Motorenwerke G.m.b.H., erbaut von 1935 bis 1940. | 1935–1940 |                  | 36857006                               |
| weitere Bilder                              | Wohn- und Geschäftshäuser Tostmannplatz 1–4                  | Tostmannplatz 1–4 Karte  | Zweigeschossige Häuser im Fachwerkstil aus dem Jahr 1937. | 1937      |                  | 36857032, 36857058, 36857084, 36857110 |
| Wohn- und Geschäftshäuser Tostmannplatz 5–6 | Wohn- und Geschäftshäuser Tostmannplatz 5–6                  | Tostmannplatz 5–6 Karte  | Zweigeschossige Häuser im Fachwerkstil. |           |                  | 36857136, 36857162                     |
| weitere Bilder                              | Wohn- und Geschäftshäuser Tostmannplatz 18/Riekestraße 23–24 | Tostmannplatz 18 Karte   | Zweigeschossige Häuser im Fachwerkstil aus dem Jahr 1948. | 1948      |                  | 36857188, 36857214, 36857240           |